# محمد البلوشي (لاعب كرة قدم إماراتي)
محمد حسين أحمد البلوشي مواليد 8 يونيو 1998، لاعب كرة قدم إماراتي يجيد اللعب كحارس مرمى.

## مسيرة اللاعب
لعب مع نادي اتحاد كلباء ونادي البطائح ونادي دبا الحصن.

## روابط خارجية
- محمد البلوشي (لاعب كرة قدم إماراتي) على موقع Soccerway.com (الإنجليزية)